# Бішоп (скеля)
Бішоп (англ. Bishop Rock) — невеличка скеля в архіпелазі островів Сіллі, Велика Британія, омивається Кельтським морем. На ній розміщуються маяк. Найменший забудований острів у світі згідно з «Книгою рекордів Гіннесса».